# 25 (Song Ji-eun)
25 è il primo EP della cantante sudcoreana Jieun, pubblicato nel 2014 dall'etichetta discografica TS Entertainment.

## Il disco
Il 18 settembre, dopo la promozione di I'm in Love del gruppo, la TS Entertainment annunciò il ritorno da solista di Jieun. Tra il 21 e il 23 vennero diffuse foto e un teaser del video musicale. Sempre il 23, uscì "Don't Look At Me Like That" con il video musicale: il brano ritrae la rottura delle barriere sociali riguardo all'amore.
Il 28 settembre Jieun pubblicò su Instagram una foto misteriosa sul suo nuovo progetto, raffigurante il numero 25, apparso anche nel video musicale di "Don't Look At Me Like That": due giorni dopo fu resa nota l'uscita dell'EP, intitolato 25, ovvero l'età dell'artista e il suo passaggio da ragazza a donna. Tra il 5 e il 9 ottobre furono pubblicate delle foto e il teaser del video musicale Il 13 ottobre fu pubblicato il video musicale della title track "Pretty Age 25", e il 14 l'EP completo, in due versioni, in cui venne inclusa anche "Don't Look At Me Like That". Il 28 e il 29 ottobre furono diffusi alcuni inediti sul video musicale della title track, mentre il 30 fu pubblicata la dance practice. La canzone "Star" è stata scritta e composta da Jieun stessa. Il brano "Pretty Age 25" fu utilizzato come traccia promozionale nelle loro performance nei programmi M! Countdown, Music Bank, Show! Music Core e Inkigayo.
Il 2 dicembre venne pubblicata la versione giapponese dell'EP, con incluso il duetto con Zelo, "Vintage", in precedenza contenuto nel singolo "Hope Torture". Assieme ad esso, fu pubblicato anche il DVD contenente il video musicale giapponese e il making-of.

## Tracce
1. Janus – 1:12 (Park Soo-seok, INOO)
2. Pretty Age 25 (예쁜 나이 25살) – 3:25 (testo: Duble Sidekick, David Kim – musica: Duble Sidekick, Radio Galaxy)
3. Don't Look At Me Like That (쳐다보지마) – 3:14 (StarTrack)
4. La Boum – 3:00 (Park Soo-seok, INOO)
5. Star (별) – 3:48 (Song Ji Eun)

Tracce della versione giapponese:
1. Pretty Age 25 (Japanese ver.) – 3:25 (testo: Duble Sidekick, David Kim – musica: Duble Sidekick, Radio Galaxy)
2. Don't Look At Me Like That (Japanese ver.) – 3:14 (StarTrack)
3. La Boum (Japanese ver.) – 3:00 (Park Soo-seok, INOO)
4. Vintage (Japanese ver.) (feat. Zelo dei B.A.P) – 3:21 (testo: SLEEPY (Untouchable), Marco – musica: Marco)
5. Star (별) – 3:48 (Song Ji Eun)
6. Pretty Age 25 (Japanese ver.) (Inst.) – 3:25 (testo: Duble Sidekick, David Kim – musica: Duble Sidekick, Radio Galaxy)